# Mozoncillo
Mozoncillo è un comune spagnolo di 1 061 abitanti situato nella comunità autonoma di Castiglia e León.